# 刀劍

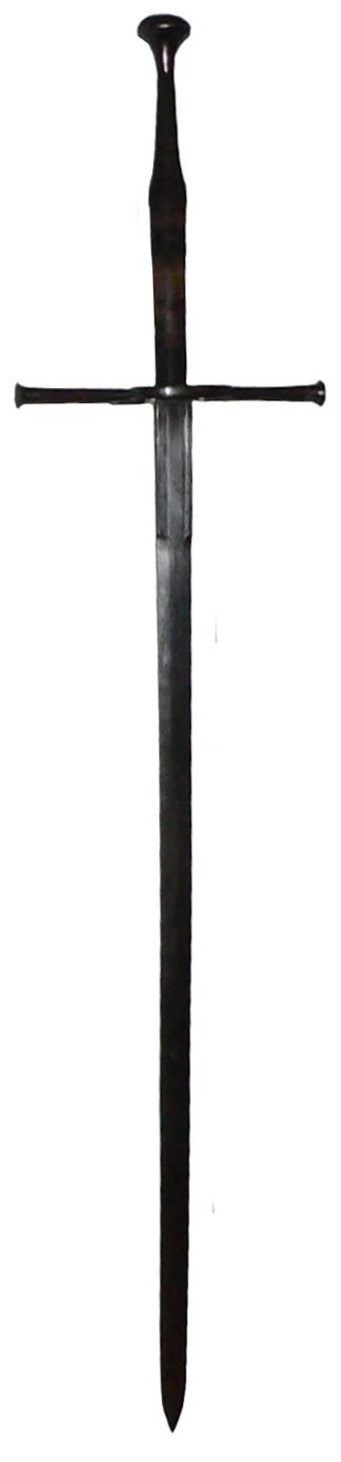
瑞士长剑，15或16世纪

刀剑（英語：Sword）是所有可用于切砍與刺穿的短柄單刃或雙刃兵器的总称。其刀片比小刀或匕首长，被安插在刀柄上，可以是直刃亦或是弯刃。其中用于刺击的刀剑往往使用一个带有尖刺的直形剑身，而用于斩击的刀剑则更可能使用弯剑身，并在刀片的一侧或两侧开刃。大部分刀剑都是为刺击和砍击而设计的。“刀剑”一词可以被视作刀與劍的合稱，其精确定义因历史时期和地理区域而异。
刀剑在历史上发源于青铜时代，由匕首演变而来；最早的出土样本可追溯到公元前1600年左右。后来的铁器时代的剑仍然相当短并且没有刀镡。罗马长剑（Spatha）在晚期罗马军队中发展起来，成为中世纪欧洲剑的前身。其最初演化为了民族大迁徙时期的刀剑，直到中世紀盛期才发展为带有刀镡的古典騎士劍。
使用劍的技術稱為剑术，現代則稱為击剑。歐洲在早期现代時開始將刺穿用的劍和切砍用的劍分開設計。
刺穿用的剑（像护手礼剑及後來的宫廷剑）目的是要快速的刺穿對手，造成很深的刺傷。其刀刃長且直，質量輕，且可以平衡，在決鬥時操縱性佳，且可以致命，但若用砍擊或斬殺，就很沒有效果。若是瞄準好的刺擊，可以在幾秒內用劍尖結束打鬥，因此發展了一系列的打鬥風格，和現代的击剑相當類似。
切砍用的劍（像彎刀或是Cutlass）會設計的比較重，更常用於戰爭中。設計的目的是要切砍及斬殺較多的敵人（多半在馬背上），因此這類的劍會有長而彎曲的刀刃，其重量設計比較朝向前方，在戰場上有獨特的致命特性。大部份切砍用的劍也會有銳利的劍尖，以及雙面的刀刃，可以在騎兵衝鋒時刺穿多名士兵。彎刀一直到二十世紀初都還有在戰場上使用。美國海軍在第一次世界大戰時使用M1917 Cutlass，一直到第二次世界大戰時都還是軍械庫中的裝備之一 ，在太平洋戰爭時，每一位海軍陸戰隊都有一把M1917 Cutlass的變體，M1941 Cutlass，作為臨時叢林開山刀。
歐洲以外的刀劍像是阿拉伯弯刀，中國的刀以及日本刀。中國的劍則是屬於刀劍的雙刃的武器。